# Borya subulata
Borya subulata là một loài thực vật có hoa trong họ Boryaceae. Loài này được G.A.Gardner mô tả khoa học đầu tiên năm 1923.